# Герб Барановичей
Герб Барановичей (бел. Герб Баранавічаў) — официальный символ города Барановичи, административного центра Барановичского района Брестской области Белоруссии.

## Описание
Герб города Барановичи представляет собой пересечённый французский щит, в верхнем красном поле которого изображён золотой паровоз, обращённый вправо, в нижнем зелёном ― половина шестерни с девятью зубьями того же металла.
— Барановичский городской исполнительный комитет
Герб был утверждён Решением Барановичского городского Совета депутатов от 30 ноября 2012 года № 144.

## История

Герб Барановичей (1982—2012)

В основе современного герба города Барановичи лежит герб образца 1982 года, автором которого был архитектор-ландшафтник отдела главного архитектора Барановичского городского исполнительного комитета Болеслав Тумащик, победивший в конкурсе на лучший эскиз герба города.
Изображённый на гербе золотой паровоз В-МБ-ЖД является символом возникновения и последующего развития города, появление которого связано со строительством Московско-Брестской железной дороги, открытой в 1871 году. Строительство и дальнейшее развитие железнодорожной магистрали явилось толчком к зарождению и развитию города.
Шестерня на зелёном фоне символизирует развитие промышленности в городе в настоящее время.